# Березовец (Новоржевский район)
Березовец — деревня в Новоржевском районе Псковской области России. Входит в состав Вехнянской волости.
Расположена в 9 км к северу от города Новоржев.

## Население
| 2001 | 2002 | 2010 |
| ---- | ---- | ---- |
| 100  | ↘65  | ↘50  |

Численность населения по состоянию на конец 2000 года составляла 100 человек.

## История
С 2005 до 2015 года деревня входила в Оршанскую волость.